# Лестранж
Дім Лестранж (англ. Lestrange) — французько-англійська династія чистокровних чарівників у книжках Дж. Ролінґ про Гаррі Поттера. Входять у "Священні 28" — 28 найбільш чистокровних чаклунських родин Великої Британії.

## Родовід Дому Лестранж
- Лестранж, аристократичний рід
  -  Англійські Лестранж, англійська гілка роду
    -  Лестранж, аристократ, однокласник Лорда Волдеморта
      -  Рудольфус Лестранж, Смертежер
      -  Рабастан Лестранж, Смертежер

  -  Французькі Лестранж, французька гілка роду
    -  Лестранж, батько Корвуса і Кіріла
      -  Корвус Лестранж І, брат Кіріла Лестранжа
        -  Корвус Лестранж ІІ, син Корвуса Лестранжа І
          -  Корвус Лестранж ІІІ, син Корвуса Лестранжа ІІ
            -  Корвус Лестранж IV, син Корвуса Лестранжа ІІІ і Еґлантини Лестранж
              -  Лета Лестранж, дочка Корвуса Лестранжа IV
              -  Корвус Лестранж V, син Корвуса Лестранжа IV

          -  Мамона Лестранж, дочка Корвуса Лестранжа ІІ
          -  Джозетта Лестранж, дочка Корвуса Лестранжа ІІ

        -  Фалько Лестранж, син Корвуса Лестранжа І, брат Корвуса Лестранжа ІІ
          -  Еґлантина Лестранж, дочка Фалько Лестранжа, кузина і дружина Корвуса Лестранжа ІІІ, мати Корвуса Лестранжа IV
          -  Леоніда Лестранж, дочка Фалько Лестранжа, сестра Еґлантини Лестранж

      -  Кіріл Лестранж